# Катинський пам’ятник у Варшаві
52°14′50″ пн. ш. 21°00′46″ сх. д. / 52.2473° пн. ш. 21.0128° сх. д.
Катинський пам'ятник у Варшаві (іноді також відомий як Катинський камінь) — монумент пам'яті жертв Катинського вбивства, розроблений скульптором Анджеєм Ренесом, розташований у Варшаві на вул. Подвале в районі Замкової площі (до 2012 р. на розі вул. Сенаторської та Замкової площі), відкрито на початковому місці 6 травня 1998 року, а на новому місці 13 квітня 2012 року .